# Sha-amun-en-su
Sha-amun-en-su va ser una cantant egípcia del temple del déu Amon de Karnak, a Tebas, que va viure prop del 750 aC i va morir quan tenia uns 50 anys. El seu cos es conservava en una mòmia dins un taüt que va ser una de les peces d'arqueologia egípcia més visitades del Museu Nacional del Brasil abans de l'incendi que va calcinar el museu el 2018. El nom vol dir "els fèrtils camps d'Amon".

## Biografia
Sha-Amun-em-su va ser una dona que va viure al voltant de l'any 750 aC a l'antic Egipte. Les inscripcions del seu taüt indiquen el seu nom i que era una cantant del temple del déu Amon de Karnak, a Tebas, la moderna Luxor, un dels centres religiosos més importants d'Egipte, on treballaven centenars de persones, sacerdots, escribes, cantants, músics, administradors i funcionaris. Formava part de les dones cantants que participaven cantant himnes en les cerimònies del temple en honor del déu.
Segons les inscripcions del taüt, Sha-Amun-em-su formava part de les cantants anomenades Heset, solistes acompanyades en algunes ocasions de corals d'altres dones. Les Heset no havien de viure al temple, però eren preparades per ser bones cantants des de petites, adoptades per una cantant més gran que passava a ser la seva mare adoptiva. Només tenien aquesta professió algunes dones de les elits econòmiques, probablement altres familiars seus tenien funcions sacerdotals. Les anàlisis que s'han fet tomogràficament indiquen que quan va morir tenia uns 50 anys.

## Història del taüt

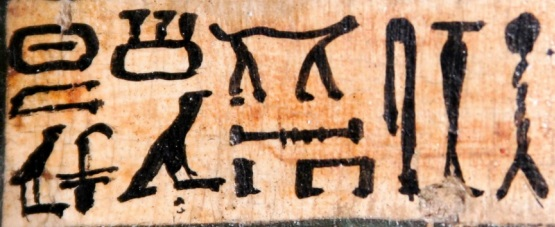
Inscripció jeroglífica amb el títol o nom de Sha-Amun-en-su al seu sarcòfag

El taüt va ser tancat probablement per sacerdots egipcis fa prop de 3.000 anys i no es va obrir mai abans de l'incendi del 2018. Probablement l'origen va ser-ne Tebes occidental, tot i que no n'hi ha proves.
Amb motiu de la seva segona visita a Egipte, el 1876, Pere II va rebre el taüt pintat de mans de Jedive Ismail. El va col·locar al seu despatx, dret al costat de la finestra. Durant una tempesta es va obrir la finestra i es va trencar una part del lateral esquerre del taüt, que després seria restaurat. Algunes fonts indiquen que el monarca parlava amb la mòmia. Va restar al palau fins que es va proclamar la república el 1889 i el taüt va passar a formar part de la col·lecció del Museu nacional.
El 2004 el taüt va ser tomografiat en una clínica mèdica, per veure en quines condicions es trobava. S'hi van trobar amulets, que es col·locaven durant la momificació i tenien la funció màgica de protegir la cantant durant el seu viatge al més enllà. L'equip de l'arqueòleg Antonio Brancaglion Junior va descobrir que la gola de la cantant està revestida per benes amb resina.